# Јужна прекодунавска регија
Јужна прекодунавска регија (мађ. Dél-Dunántúl), је једна од седам мађарских статистичких регија. 

## Географија
Ова регија обухвата три жупаније и то:
- Барања,
- Шомођ и
- Толна.

Центар регије је град Печуј

### Јужна прекодунавска регија(Dél-Dunántúl régió)
(У загради, поред котарског имена и оригиналног Мађарског имена, су подаци о броју становника из пописа од 1. јануара 2005. године.): 

#### Барања()
- Комлошки Komlói kistérség; (41.371)
- Мохачки Mohácsi kistérség; (51.358)
- Печујски Pécsi kistérség; (183.764)
- Печварадски Pécsváradi kistérség; (12.939)
- Шашдски Sásdi kistérség; (15.040)
- Шељејски Sellyei kistérség; (14.417)
- Шиклошки Siklósi kistérség; (38.223)
- Сентлеринцски Szentlőrinci kistérség; (15.642)
- Сигетварски Szigetvári kistérség;(27.559)

### Градови са општинском управом
- Печуј (седиште)

### Градови са статусом носиоца општине
(Списак је по броју становника, попис је из 2001. године, курзивним текстом су написана оригинална имена на мађарском језику), а у заградама је број становника.
- Комло , (27,462)
- Мохач , (19,085)
- Сигетвар Szigetvár, (11,492)
- Шиклош Siklós, (10,384)
- Сентлеринц Szentlőrinc, (7,265)
- Печварад Pécsvárad, (4,104)
- Козармишлењ Kozármisleny, (4,058)
- Бољ , (3,715)
- Шашд , (3,570)
- Харкањ Harkány, (3,519)
- Шеље , (3,248)
- Вилањ , (2,793)

### Градови и насеља
| - Абалигет ; - Адорјаш ; - Алмамелек ; - Алмашкерестур ; - Алшомочолад ; - Алшосентмартон ; - Апатварашд ; - Арањошгадањ ; - Аг ; - Ата ; - Бабарц ; - Бабарцселеш ; - Бакоња ; - Бакоца ; - Бакша ; - Барањахидвег ; - Барањајене ; - Барањасентђерђ ; - Башал ; - Банфа ; - Бар ; - Белвардђула ; - Беременд ; - Беркешд ; - Бешенце ; - Безедек ; - Бичерд ; - Бикал ; - Бирјан ; - Бише ; - Бода ; - Бодољабер ; - Богад ; - Богадминдсент ; - Богдаша ; - Болдогасоњфа ; - Борјад ; - Бошта ; - Боћкапетерд ; - Бикешд ; - Бириш ; - Цун ; - Чарнота ; - Чањосро ; - Чебењ ; - Черди ; - Черкут ; - Черте ; - Чонкаминдсент ; - Денчхаза ; - Дињеберки ; - Диошвисло ; - Дравачехи ; - Дравачепељ ; - Дравафок ; - Драваивањи ; - Дравакерестур ; - Дравапалкоња ; - Дравапишки ; - Дравасаболч ; | - Дравасердахељ ; - Дравастара ; - Дунасекче ; - Егераг ; - Еђхазашхарасти ; - Еђхазашкозар ; - Еленд ; - Ендрец ; - Ердешмарок ; - Ердешмечке ; - Ержебет ; - Фазекашбода ; - Фекед ; - Фелшеегерсег ; - Фелшесентмартон ; - Гаре ; - Герде ; - Герењеш ; - Герешдлак ; - Гилванфа ; - Гордиша ; - Гедре ; - Герчењ ; - Герчењдобока ; - Ђод ; - Ђенђфа ; - Ђенђешмелек ; - Хашађ ; - Хеђхатмароц ; - Хеђсентмартон ; - Хелешфа ; - Хетвехељ ; - Хидаш ; - Хирич ; - Химешхаза ; - Хобол ; - Хоморуд ; - Хорватхертеленд ; - Хосухетењ ; - Хустот ; - Ибафа ; - Илочка ; - Ипачфа ; - Иванбаћан ; - Ивандарда ; - Качота ; - Катадфа ; - Какич ; - Карас ; - Кашад ; - Катољ ; - Кемше ; - Кеси ; - Кекешд ; - Кемеш ; - Кетујфалу ; - Кирајеђхаза ; - Кишасоњфа ; - Кишбестерце ; - Кишбудмер ; | - Кишдер ; - Кишдобса ; - Кишхајмаш ; - Кишхаршањ ; - Кошхеренд ; - Кишјакобфалва ; - Кишкаша ; - Кишлипо ; - Кишњарад ; - Кишсентмартон ; - Киштамаши ; - Киштаполца ; - Киштотфалу ; - Кишвасар ; - Ковачхида ; - Ковачсенаја ; - Корош ; - Кеблењ ; - Кекењ ; - Келкед ; - Кевагоселеш ; - Кеваготетеш ; - Лапанча ; - Лањчок ; - Лигет ; - Липо ; - Липтод ; - Лотхард ; - Ловасхетењ ; - Лужок ; - Мађарбољ ; - Мађарегређ ; - Мађархертеленд ; - Мађарлукафа ; - Мађармечке ; - Мађаршарлош ; - Мађарсек ; - Мађартелек ; - Мајш ; - Мараза ; - Маркоц ; - Мароча ; - Мартонфа ; - Маћ ; - Магоч ; - Манфа ; - Марфа ; - Маријакеменд ; - Марок ; - Маза ; - Мечекнадажд ; - Мечекпелешке ; - Мекењеш ; - Мерење ; - Мезед ; - Миндсентгодиша ; - Молвањ ; - Моњород ; - Можго ; - Нађбудмер ; | - Нађчањ ; - Нађдобса ; - Нађхајмаш ; - Нађхаршањ ; - Нађкозар ; - Нађњарад ; - Нађпал ; - Нађпетерд ; - Нађтотфалу ; - Нађваћ ; - Немешке ; - Њуготсентержебет ; - Окораг ; - Окорвелђ ; - Олас ; - Олд ; - Орфи ; - Оросло ; - Обања ; - Очард ; - Офалу ; - Оздфалу ; - Пале ; - Палкоња ; - Палотабосок ; - Патапоклоши ; - Папрад ; - Печбагота ; - Печдевечер ; - Печудвард ; - Пелерд ; - Перекед ; - Петерд ; - Петенд ; - Пишко ; - Погањ ; - Поча ; - Радфалва ; - Регење ; - Ромоња ; - Рожафа ; - Шамод ; - Шарок ; - Шаторхељ ; - Шиклошбодоњ ; - Шиклошнађфалу ; - Шомберек ; - Шомођапати ; - Шомођхатван ; - Шомођхаршађ ; - Шомођвисло ; - Шошвертике ; - Шумоњ ; - Сабадсенткираљ ; - Сајк ; - Саланта ; - Салатнак ; - Сапорца ; - Сава ; - Сађ ; | - Сарас ; - Сасвар ; - Себењ ; - Седеркењ ; - Селе ; - Семељ ; - Сентденеш ; - Сентегат ; - Сенткаталин ; - Сентласло ; - Секељсабар ; - Силађ ; - Силваш ; - Секе ; - Секед ; - Серењ ; - Сулиман ; - Сир ; - Тарош ; - Теклафалу ; - Тенгери ; - Текеш ; - Тешенфа ; - Тешењ ; - Тормаш ; - Тофи ; - Тотсентђерђ ; - Тетеш ; - Туроњ ; - Удвар ; - Ујпетре ; - Вајсло ; - Варга ; - Варад ; - Вашарошбец ; - Вашарошдомбо ; - Васнок ; - Вејти ; - Велењ ; - Вершенд ; - Векењ ; - Веменд ; - Вилањкевежд ; - Вокањ ; - Залата ; - Задор ; - Зенгеваркоњ ; - Зок ; |

#### Шомођ()
- Балатонфелдварски котар Balatonföldvári kistérség; (11.710)
- Барчски Barcsi kistérség; (26.067)
- Чургојски Csurgói kistérség; (18.545)
- Фоњодски Fonyódi kistérség; (27.236)
- Капошварски Kaposvári kistérség; (123.322)
- Ленђелтотски Lengyeltóti kistérség; (11.402)
- Марцалски Marcali kistérség; (31.872)
- Нађатадски Nagyatádi kistérség; (27.927)
- Шијофочки Siófoki kistérség; (37.814)
- Табски Tabi kistérség; (15.907)

### Градови са општинском управом
- Капошвар (седиште)

### Градови са статусом носиоца општине
(Списак је по броју становника, попис је из 2001. године, а у заградама су оригинална имена на мађарском језику)
| Шиофок Siófok, (23.982)       |  | Чурго Csurgó, (5.788)       |  | Ленђелтоти Lengyeltóti, (3.355)     |
| Марцали Marcali, (12.082)      |  | Фоњод Fonyód, (5.128)       |  | Кадаркут Kadarkút, (2.718)       |
| Барч Barcs, (11.930)         |  | Балатонлеле Balatonlelle, (5.007) |  | Замард Zamárdi, (2.394)         |
| Нађатад Nagyatád, (11.461)      |  | Таб Tab, (4.703)         |  | Балатонфелдвар Balatonföldvár, (2.077) |
| Балатонбоглар Balatonboglár, (5.990) |  | Нађбајом Nagybajom, (3.556)    |  |                          |

### Градови и насеља
| - Алшобогат ; - Андоч ; - Аданд ; - Бабоча ; - Бакхаза ; - Балатонберењ ; - Балатонендред ; - Балатонфењвеш ; - Балатонкерестур ; - Балатонмариафирде ; - Балатонесед ; - Балатонсабад ; - Балатонсарсо ; - Балатонсемеш ; - Балатонсентђерђ ; - Балатонујлак ; - Бате ; - Бабоњмеђер ; - Балвањош ; - Бардудварнок ; - Бедегкер ; - Белег ; - Берзенце ; - Белавар ; - Бодрог ; - Болхас ; - Болхо ; - Боња ; - Бехење ; - Бесенфа ; - Бужак ; - Биши ; - Чакањ ; - Черенфа ; - чокоњавишонта ; - чома ; - Чомбард ; - Чекељ ; - Чеменд ; - Чургонађмартон ; - Дарањ ; - Дравагардоњ ; - Драватамаш ; - Ечењ ; - Еде ; - Фелшемочолад ; | - Фиад ; - Фоно ; - Фењед ; - Гадач ; - Гадањ ; - Гамаш ; - Галошфа ; - Гиге ; - Геле ; - Гергетег ; - Ђекењеш ; - Ђуђ ; - Хајмаш ; - Хач ; - Харомфа ; - Хедрехељ ; - Хенче ; - Хересње ; - Хетеш ; - Холад ; - Хомоксентђерђ ; - Хосувиз ; - Игал ; - Ихарош ; - Ихарошберењ ; - Инке ; - Иштванд ; - Јако ; - Јута ; - Капољ ; - Капошфе ; - Капошђармат ; - Капошхомок ; - Капошкерестур ; - Капошмере ; - Капошсердахељ ; - Капошујлак ; - Карад ; - Каштељошдомбо ; - Касо ; - Кажок ; - Калманча ; - Кања ; - Кара; - Келевиз ; - Керчелигет ; | - Кереки ; - Кетхељ ; - Кишасонд ; - Кишбајом ; - Кишбарапати ; - Кишберењ ; - Кишђалан ; - Кишкорпад ; - Комлошд ; - Кетче ; - Кекут ; - Керешхеђ ; - Куташ ; - Лад ; - Лакоча ; - Лабод ; - Латрањ ; - Либицкозма ; - Лула ; - Мађаратад ; - Мађарегреш ; - Мерње ; - Местегње ; - Мезечокоња ; - Мике ; - Миклоши ; - Мошдош ; - Нађберењ ; - Мађберки ; - Нађчепељ ; - Нађкорпад ; - Нађсакач ; - Нагоч ; - Немешдед ; - Немешкишфалуд ; - Немешвид ; - Никла ; - Њим ; - Орци ; - Ордачехи ; - Остопан ; - Ереглак ; - Етвешкоњи ; - Ертилош ; - Памук ; - Паталом ; | - Патца ; - Патошфа ; - Палмајор ; - Петерхилда ; - погањсентпетер ; - полањ ; - Порог ; - Порогсенткираљ ; - Порогсентпал ; - Потоњ ; - Пустаковач ; - Пустасемеш ; - Ракши ; - Рињабешење ; - Рињаковач ; - Рињасенткираљ ; - Рињаујлак ; - Рињаујнеп ; - Шагвар ; - Шантош ; - Шавољ ; - Шегешд ; - Шершекселеш ; - Шимонфа ; - Шиојут ; - Шом ; - Шомодор ; - Шомођача ; - Шомођарач ; - Шомођасало ; - Шомођбабод ; - Шомођбикешд ; - Шомођчичо ; - Шомођдеречке ; - Шомођегреш ; - Шомођфајс ; - Шомођгести ; - Шомођјад ; - Шомођмеђеш ; - Шомођшамшон ; - Шомођшард ; - Шомођшимоњ ; - Шомођсентпал ; - Шомођсил ; - Шомођсоб ; - Шомођтур ; | - Шомођудвархељ ; - Шомођвамош ; - Шомођвар ; - Шомођжитва ; - Сабади ; - Сабаш ; - Сантод ; - Сегерде ; - Сена ; - Сента ; - Сентбалаж ; - Сентборбаш ; - Сентгалошкер ; - Сењер ; - Селвашсентмартон ; - Сорошад ; - Солад ; - Секеденч ; - Селешђерек ; - Сулок ; - Тапшоњ ; - Тарањ ; - Тасар ; - Ташка ; - Телеки ; - Тенгед ; - Тикош ; - Торвај ; - Тотујфалу ; - Тереккопањ ; - Ујварфалва ; - Варажло ; - Варда ; - Веше ; - Вишње ; - Вис ; - Визвар ; - Верш ; - Зала ; - Закањ ; - Зич ; - Зимањ ; - Желицкишфалуд ; - Желицкишлак ; - Желицсентпал ; |

#### Толна()
- Боњхадски Bonyhádi kistérség; (29.737)
- Домбоварски Dombóvári kistérség; (34.952)
- Пакшки Paksi kistérség; (50.016)
- Сексардски Szekszárdi kistérség; (88.488)
- Тамашки Tamási kistérség; (42.157)

##### Градови са општинском управом
- Сексард (седиште)

##### Градови са статусом носиоца општине
(Списак је по броју становника, попис је из 2001. године, а у заградама су оригинална имена на мађарском језику)
- Домбвар Dombóvár, (21.066)
- Пакш , (20.954)
- Боњхад Bonyhád, (14.401)
- Толна , (12.195)
- Тамаш , (9.830)
- Дунафелдвар Dunaföldvár, (9.212)
- Батасек Bátaszék, (6.925)
- Шимонторња Simontornya, (4.606)

##### Градови и насеља
| - Алшонана ; - Алшоњек ; - Апархант ; - Атала ; - Бата ; - Батаапати ; - Белешка ; - Бикач ; - Бођисло ; - Боњхадварашд ; - Белчке ; - Цико ; - Чибрак ; - Чикоштетеш ; - Далманд ; - Деч ; - Диошберењ ; | - Дебрекез ; - Дунасентђерђ ; - Дуж ; - Ертењ ; - Фад ; - Фацанкерт ; - Фелшенана ; - Фелшењек ; - Фиргед ; - Герјен ; - Грабоц ; - Ђенк ; - Ђере ; - Ђеркењ ; - Ђулај ; - Харц ; - Хеђес ; | - Ирегсемче ; - Измењ ; - Јагонак ; - Кајдач ; - Какашд ; - Калазно ; - Капошпула ; - Капошсегче ; - Кесехидегкут ; - Кећ ; - Кишдорог ; - Кишмањок ; - Кишсекељ ; - Киштормаш ; - Кишвејке ; - Кочола ; - Копањсанто ; | - Келешд ; - Курд ; - Лапафе ; - Ленђел ; - Мадоча ; - Мађаркеси ; - Медина ; - Мисла ; - Морађ ; - Мечењ ; - Мучфа ; - Мучи ; - Мурга ; - Нађдорог ; - Нађкоњи ; - Нађмањок ; - Нађсекељ ; | - Нађсокољ ; - Нађвејке ; - Нак ; - Неметкер ; - Озора ; - Ечењ ; - Палфа ; - Пари ; - Пинцехељ ; - Пербељ ; - Пустахенче ; - Регељ ; - Шарпилиш ; - Шарсентлеринц ; - Шиоагард ; - Сакадат ; - Сакаљ ; | - Сакч ; - Салка ; - Саразд ; - Седреш ; - Тенгелиц ; - Тевел ; - Толнанемед ; - Удвар ; - Ујирег ; - Варшад ; - Вараља ; - Вардомб ; - Варонг ; - Завод ; - Зомба ; |

## Белешке
1. ↑  Котари у Мађарској